# Marty Walsh (politiker)
Martin J. "Marty" Walsh, född 10 april 1967 i Boston i Massachusetts, är en amerikansk demokratisk politiker och tidigare facklig tjänsteman. Han var USA:s arbetsminister 2021–2023. Han var Bostons borgmästare mellan 2014 och 2021.
Walsh efterträdde i januari 2014 Thomas Menino som hade varit borgmästare från och med år 1993. Den 7 januari 2021 rapporterades det att den blivande presidenten Joe Biden har utnämnt Walsh till USA:s arbetsmarknadsminister i den kommande Biden-administrationen. Walsh bekräftades av USA:s senat för positionen som arbetsmarknadsminister den 22 mars 2021.
Den 16 februari 2023 meddelades det att Walsh skulle lämna sin position som USA:s arbetsmarknadsminister och bli ny ordförande för fackföreningen National Hockey League Players' Association (NHLPA) med start från och med mitten av mars 2023.